# أندرويد (روبوت)

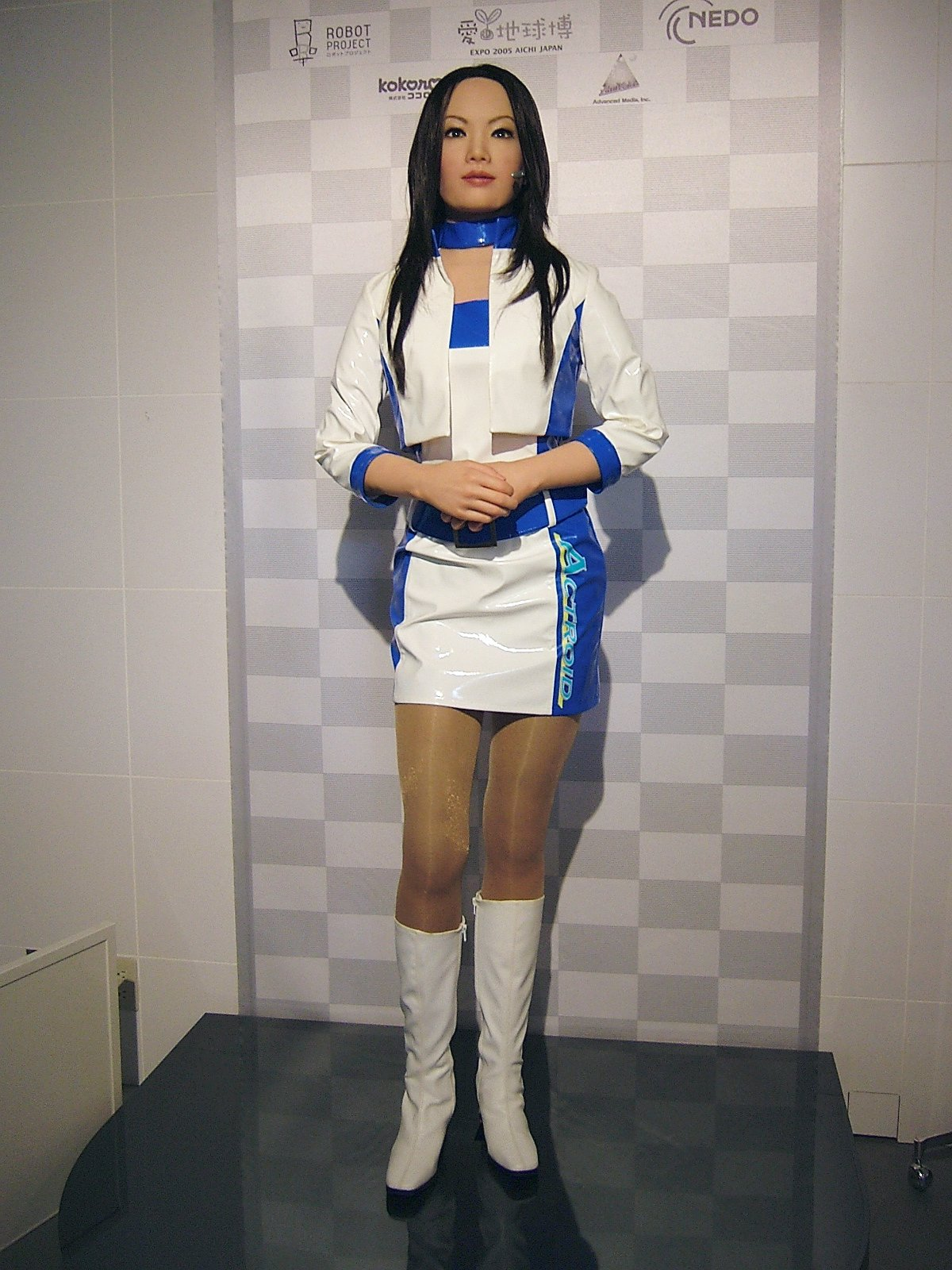
روبوت

الأندرويد هو الروبوت أو أي جسم صناعي تحاكي هيئته هيئة الإنسان بالإضافة إلى قيامه ببعض الوظائف كالتي يقوم بها البشر.
أطلقت هذه التسمية في سنة 1270 من طرف ألبيرتوس ماغنوس وانتشرت بعد ذلك بعد أن خلدها الروائي الفرنسي أوغوست دو فيليي دو ليل-ادام في روايته «حواء المستقبلية» سنة 1886.
بالمعنى الحرفي، تعني كلمة الأندرويد الروبوت ذو الهيئة البشرية الذكورية، بينما يطلق لفظ «جينويد» على الروبوت الانثوي. ولكن تطلق عبارة الأندرويد أيضاً على النوعين بشكل عام خصوصاً في روايات الخيال العلمي.
يختلف الأندرويد عن السايبورغ بكون الأخير يحتوي على أعضاء ميكانيكية وأعضاء بشرية حقيقية.